# Бойд (Техас)
Бойд (англ. Boyd) — місто (англ. town) в США, в окрузі Вайз штату Техас. Населення — 1416 осіб (2020).

## Географія
Бойд розташований за координатами 33°5′4″ пн. ш. 97°33′48″ зх. д. / 33.08444° пн. ш. 97.56333° зх. д. (33.084347, -97.563210).  За даними Бюро перепису населення США в 2010 році місто мало площу 10,61 км², уся площа — суходіл.

## Демографія
Згідно з переписом 2010 року, у місті мешкало 1207 осіб у 460 домогосподарствах у складі 328 родин. Густота населення становила 114 осіб/км².  Було 521 помешкання (49/км²).
Расовий склад населення:
| - 86,9 % — білих - 1,3 % — корінних американців - 0,3 % — чорних або афроамериканців - 8,0 % — осіб інших рас |

До двох чи більше рас належало 3,4 %. Частка іспаномовних становила 18,4 % від усіх жителів.
За віковим діапазоном населення розподілялося таким чином: 26,3 % — особи молодші 18 років, 61,4 % — особи у віці 18—64 років, 12,3 % — особи у віці 65 років та старші. Медіана віку мешканця становила 36,7 року. На 100 осіб жіночої статі у місті припадало 95,6 чоловіків;  на 100 жінок у віці від 18 років та старших — 90,2 чоловіків також старших 18 років.
Середній дохід на одне домашнє господарство  становив 59 217 доларів США (медіана — 48 373), а середній дохід на одну сім'ю — 72 064 долари (медіана — 50 417). За межею бідності перебувало 10,1 % осіб, у тому числі 11,7 % дітей у віці до 18 років та 13,6 % осіб у віці 65 років та старших.
Цивільне працевлаштоване населення становило 627 осіб. Основні галузі зайнятості: освіта, охорона здоров'я та соціальна допомога — 21,7 %, виробництво — 13,4 %, мистецтво, розваги та відпочинок — 12,4 %.